# Flaga Vanuatu
Flaga Vanuatu – jeden z symboli państwowych państwa wyspiarskiego Vanuatu.

## Symbolika
Narodowy emblemat tworzą skrzyżowane liście daktylowca i kieł dzika. Liście są symbolem pokoju, a ich poszczególne listki reprezentują członków parlamentu. Kieł symbolizuje dobrobyt. Znaczenie kolorów przedstawia się następująco: lud i żyzna ziemia (czarny), pokój i światło Ewangelii (żółty), krew rytualnie zabijanych dzików, która jest związana z tradycją i krew mężczyzn tego państwa (czerwony) i bogactwo wszystkich wysp archipelagu (zielony). Żółto-czarna figura w kształcie leżącej litery "Y" nawiązuje do kształtu archipelagu złożonego z 83 wysp, z czego 65 jest zamieszkanych.

## Bandera wojenna
Odmianą flagi Vanuatu jest jej bandera wojenna. Składa się ona z flagi państwowej Vanuatu, przyłączonej do lewego górnego rogu białej flagi.

## Flagi historyczne

Flaga angielsko-francuskiej połączonej komisji morskiej (1889–1906)
Flaga kondominium Nowych Hebrydów (1907–1980) wariant 1
Flaga kondominium Nowych Hebrydów (1907–1980) wariant 2